# Megaselia grandifurca
Megaselia grandifurca är en tvåvingeart som beskrevs av Borgmeier 1958. Megaselia grandifurca ingår i släktet Megaselia och familjen puckelflugor.
Artens utbredningsområde är Bolivia. Inga underarter finns listade i Catalogue of Life.